# Bruschetta

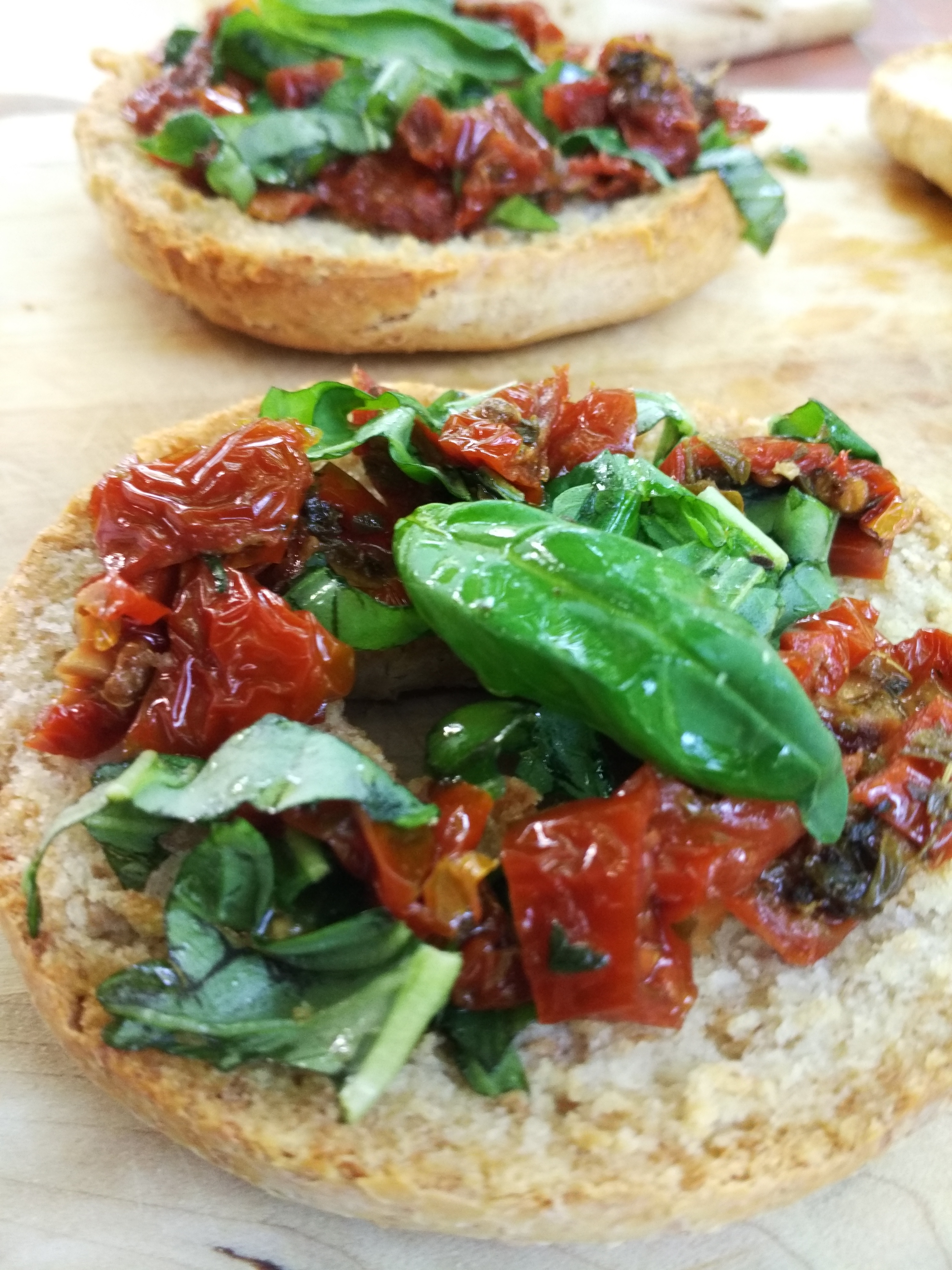
Bruschetta con tomates y albahaca.

Bruschettaⓘ es el nombre que recibe un plato originario de la cocina italiana, concretamente de parte de Italia central y meridional. Se le considera uno de los antipasti más populares y tradicionales de Italia.

## Características
La preparación de la bruschetta se hace por regla general en un tipo de horno especial denominado brustolina, aunque también puede hacerse en hornos tradicionales.
La bruschetta se sirve habitualmente como un antipasto (aperitivo)
Consiste en rebanadas de pan tostado, rebozadas con algún ajo y puestas a la parrilla para que se doren. Al servir, se las riega con aceite de oliva, sal y pimentón molido.
Las variaciones de la bruschetta provienen de los añadidos y de las especias empleadas variando estos de acuerdo a la imaginación, la costumbre e ingredientes usados. Según la época del año, suelen ser los más típicos: el tomate, los vegetales y el queso. En la Toscana la bruschetta se denomina fettunta ('rebanada en aceite').
La palabra "bruschetta" (Al plural "bruschette" en italiano) proviene del verbo "bruscare" del dialecto romano, equivalente a la palabra en italiano "abbrustolire", que significa tostar.